# Trachypodaceae
Trachypodaceae, porodica pravih mahovina u redu Hypnales. Postoji nekoliko rodova.

## Rodovi
1. Bryowijkia Nog.
2. Diaphanodon Renauld & Cardot
3. Pseudospiridentopsis (Broth.) M. Fleisch.
4. Pseudothuidium Herzog
5. Pseudotrachypus P. de la Varde & Thér.
6. Trachypodopsis M. Fleisch.
7. Trachypus Reinw. & Hornsch.